# Austria Presse Agentur
Die APA – Austria Presse Agentur eG ist die größte nationale Nachrichten- und Presseagentur Österreichs mit Sitz in Wien. Sie befindet sich im Eigentum österreichischer Tageszeitungen und des ORF.

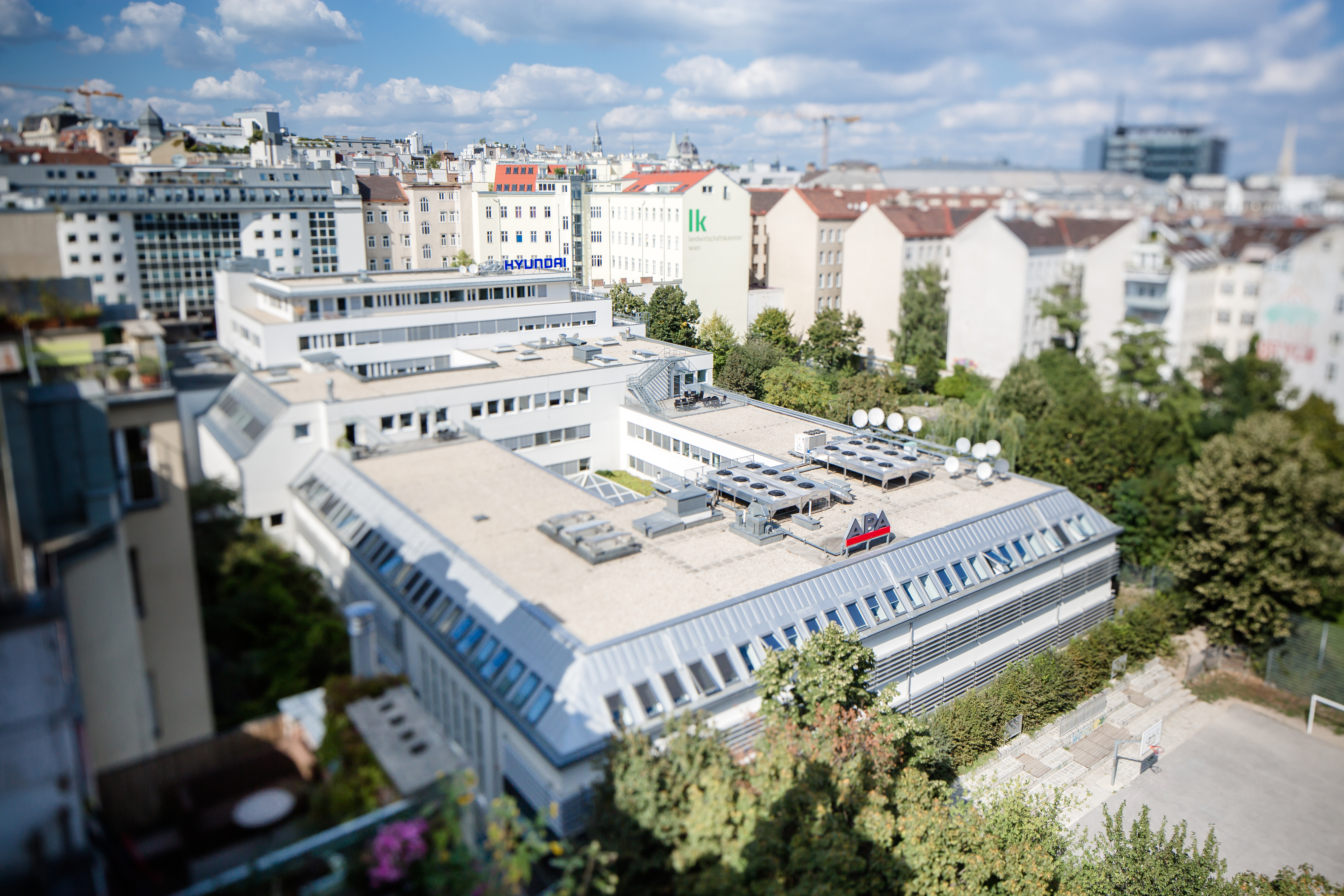
Zentrale der Austria Presse Agentur in der Wiener Laimgrubengasse

## Geschichte
Die heutige APA geht auf die am 10. Oktober 1849 von Joseph Tuvora in Wien gegründete Österreichische Correspondenz zurück. In anderen Staaten waren damals bereits private Telegraphen- und Korrespondentennetzwerke gegründet worden, wie etwa 1835 die französische Agence Havas (heute AFP), 1849 das Berliner Wolff’sche Telegraphische Bureau, 1848 die Associated Press in New York oder 1851 die in London ansässige Mr. Reuter’s Cabled Messages (heute Reuters).
Die Österreichische Correspondenz sollte damals, obwohl sie privat gegründet wurde, als Sprachrohr der Regierung dienen. 1859 wird die Agentur – zwecks besseren Zugriffs durch die Regierung – verstaatlicht, in das k.k. Telegraphen-Korrespondenz-Bureau umbenannt und schließlich, nach Ausbruch des Ersten Weltkriegs 1914, in das k.u.k. Kriegspressequartier eingegliedert. Die erste staatliche Nachrichtenagentur der Welt entsteht. Sie arbeitete international durch Austauschverträge mit Reuters und der Agence Havas zusammen.

### Erster und Zweiter Weltkrieg
Nach dem Ende des Ersten Weltkriegs und dem Zusammenbruch Österreich-Ungarns wurde die Agentur neu organisiert und auf das Niveau einer kleinen, national ausgerichteten Agentur reduziert. 1919 bis 1926 war Josef C. Wirth deren Leiter. Dieser verhandelte auch als Mitglied der österreichischen Friedensdelegation in St. Germain die Wiederaufnahme der durch den Krieg unterbrochenen Beziehungen zwischen der österreichischen Agentur und den Agenturen Reuters und Havas. 1922 wird sie in Amtliche Nachrichtenstelle (ANA) umbenannt und der obersten Medienbehörde, dem Bundespressedienst, unterstellt. Davor unterstand sie dem Finanzministerium. Sie blieb weiterhin staatlich und diente als Sprachrohr der Regierenden – so verbreitete sie ab 1933 auch die Ideen der Austrofaschisten. 1938 wurde sie durch das nationalsozialistische Deutsche Nachrichtenbüro ersetzt. Jüdische Mitarbeiter und Anhänger des Ständestaates wurden entlassen und zum Teil deportiert. Die übrigen Mitarbeiter hatten den Treueeid auf Adolf Hitler zu leisten.

### Zweite Republik
1945 hieß die Agentur wieder ANA und war in staatlichem Besitz – allerdings nur ein Jahr lang. Denn schon 1942 hatten die inzwischen weltweit einflussreichsten Agenturen Associated Press und Reuters beschlossen, keine Verträge mehr mit staatlichen Agenturen abzuschließen. Also wurde auch die ANA privatisiert: 1946 schlossen sich die österreichischen Tageszeitungen zusammen und lösten die ANA durch die vom Staat unabhängige Genossenschaft „Austria Presse Agentur“ (APA) ab.
Weil bis in die Fünfziger Jahre die Mehrheit der Zeitungen von einer der beiden Großparteien ÖVP und SPÖ herausgegeben wurden, blieb die APA im direkten Einfluss der Politik. Personalentscheidungen wurden, wie in Österreich damals nicht ungewöhnlich, bis in die späten sechziger Jahre nach dem Proporzprinzip getroffen. 1963 wurde der ORF Miteigentümer. Auch dadurch änderte sich nichts an der politischen Einflussnahme – auch der ORF war nicht von der Politik unabhängig. Erst in den 1970er-Jahren, als es erste Bestrebungen gab, den ORF der Kontrolle durch die Parteien zu entziehen, und die Parteizeitungen in der Medienlandschaft immer unwichtiger wurden, konnte sich die APA von der Politik emanzipieren.
Ausschlaggebend dafür war auch das damals eingeführte zweite Standbein der Belangsendungen (heute OTS), das der Agentur eine neue Einnahmequelle verschaffte. Nach einem mehr als vier Jahrzehnte andauernden wirtschaftlichen Überlebenskampf führte der damalige Geschäftsführer Wolfgang Vyslozil die APA aus den roten Zahlen. Ab 1988 arbeitete die APA gewinnbringend und schüttete seit 1993 jährliche Dividenden an ihre Eigentümer aus. Mit dem von Vyslozil eingeführten Konvergenz-Modell positionierte sich die APA nun als weltweit bisher einzige Nachrichtenagentur, die ihre Kunden mit Echtzeit- und Datenbank-Diensten versorgte. Außer der Kronen Zeitung und der Gratiszeitung Heute sind alle Tageszeitungen Genossenschafter der APA; nahezu alle professionellen Medien und zahlreiche Wirtschaftsunternehmen und Verbände sowie die Republik Österreich selbst sind Kunden des Nachrichtendienstes.
Mit der Fusion der Schweizerischen Depeschenagentur (sda) mit der Bildagentur Keystone wurde die APA 2018 zum größten Aktionär und zum strategischen Technologiepartner der neuen Gesellschaft KEYSTONE-SDA-ATS AG. Die APA brachte ihre bisherige 50-%-Beteiligung an Keystone in das neue Unternehmen ein und erhielt dafür einen Anteil von 30 % an der KEYSTONE-SDA-ATS AG.

## Die APA heute
Die APA-Gruppe setzt sich heute aus der genossenschaftlich organisierten Nachrichtenagentur und zahlreichen Tochterunternehmen zusammen. Sie ist in den Geschäftsfeldern Nachrichtenagentur, Bildagentur, Informationsmanagement und Informationstechnologie tätig.
Als Nachrichtenagentur liefert die APA-Redaktion tagesaktuelle Meldungen unter anderem aus den Bereichen Politik, Wirtschaft, Chronik, Wissenschaft, Kultur, Sport und Klima/Nachhaltigkeit aus dem In- und Ausland in Wort, Bild, Grafik sowie Video. Die APA-Finanzdienste versorgen den Kapitalmarkt mit finanzrelevanten Informationen. APA-PictureDesk, die Bildagentur, betreibt ein umfassendes Bildportal. APA-DeFacto ist Betreiber einer Medien- und Fachdatenbank. Sie bietet Dienstleistungen in den Bereichen Recherche und Medienbeobachtung sowie maßgeschneiderte Analysen zur Erfolgs- und Effizienzkontrolle von Public Relations und medialem Image-Building für PR-Verantwortliche aus Wirtschaft und Politik. Über den Originaltext-Service APA-OTS werden Presseaussendungen unter der Verantwortung des Aussenders an Medien und Pressestellen – regional, national oder international – verbreitet. Die APA-IT Informationstechnologie GmbH liefert in einer Reihe von technischen Lösungen die zugehörige Systemtechnologie für Medien und weitere Branchen.
Mit 1. Jänner 2017 ging die von der APA betriebene Austria Video Plattform (AVP) in Vollbetrieb. Es handelt sich dabei um eine Austauschplattform für hochwertige Videoinhalte zwischen österreichischen Medienunternehmen.

### APA-Gruppe
Tochtergesellschaften der APA-Gruppe mit Beteiligungsverhältnissen (Stand: Oktober 2022):

#### Österreich
- APA-DeFacto Datenbank und Contentmanagement GmbH: 100 %
- APA-IT Informations Technologie GmbH: 100 %
- APA-OTS Originaltext-Service GmbH: 100 %
- Gentics Software GmbH: 100 %

#### Deutschland
- dpa-AFX Wirtschaftsnachrichten GmbH (Wirtschafts- und Finanznachrichten): 24,24 %

#### Schweiz
- KEYSTONE-SDA-ATS AG (integrierte Nachrichten- und Bildagentur): 30 %
- Gentics Software AG
- Swiss Digital Media Services AG

### Genossenschafter
Genossenschafter der APA sind:
- 45,6 %: Österreichischer Rundfunk (ORF), Wien
- 11,3 %: Styria Media Group AG, Graz und Klagenfurt
- 11 %: Mediengruppe Österreich GmbH, Wien
- 10,6 %: Kurier Zeitungsverlag und Druckerei Ges.m.b.H., Wien
- 04,1 %: OÖN Redaktion GmbH & Co KG, Linz
- 03,9 %: Die Presse Verlags-Gesellschaft m.b.H. & Co KG, Wien
- 03,6 %: Standard Verlagsgesellschaft m.b.H., Wien
- 03,5 %: Schlüsselverlag J. S. Moser GmbH (Tiroler Tageszeitung), Innsbruck
- 3,0 %: Salzburger Nachrichten Verlagsgesellschaft m.b.H. & Co KG, Salzburg
- 02,3 %: Russmedia Immobilien GmbH & Co OG, Schwarzach
- 00,7 %: Neue Zeitungs GmbH (Neue Vorarlberger Tageszeitung), Schwarzach

## Chefredakteure
- 1951–1959: Vinzenz Ludwig Ostry
- 1959–1987: Otto Schönherr
- 1987–1997: Josef A. Nowak
- 1997–2005: Wolfgang Mayr
- 2005–2018: Michael Lang
- 2019–2023: Johannes Bruckenberger[8]
- seit 2023: Maria Scholl[9]

## Mitarbeiter
Bei der APA arbeiten im Basisdienst (redaktionelle Arbeit) rund 150 Redakteurinnen und Redakteure. Täglich produzieren sie um die 500 Meldungen und kommen damit auf rund 180.000 Nachrichten im Jahr in den Ressorts Außenpolitik, Innenpolitik, Wirtschaft, Chronik, Kultur, Wissenschaft, Bildung, Medien, Klima/Nachhaltigkeit sowie Sport. Überdies deckt die APA mit ihren Mitarbeiterinnen und Mitarbeitern neben der textlichen Berichterstattung das Zeitgeschehen mit jährlich mehr als 281.000 Pressefotos und rund 1.800 in ihren Redaktionen angefertigten Grafiken ab und stellt sie dieses Material zur optischen Umsetzung sämtlicher Themen im APA-Netzwerk zur Verfügung. Vor allem für die Online-Medien und Internetportale werden von der APA täglich zahlreiche themenaktuelle Videos, Live-Video-Übertragungen, Live-Blogs sowie interaktive Grafiken produziert. Im Jahr 2023 betrug der Beschäftigtenstand 511 Vollzeit-Äquivalente.